# Maximiliano Pereira Cardozo
Maximiliano Rodrigo Pereira Cardozo (Montevideo, 25 de julio de 1993-Ibidem, 27 de diciembre de 2020) fue un futbolista uruguayo. Jugó como defensa central y su último club fue Central Español de la Segunda División de Uruguay.

## Trayectoria
Formado en las divisiones inferiores del Club Atlético Cerro, logró debutar ahí para luego pasar al Club Sportivo Miramar Misiones de la Segunda División de Uruguay. Desde este equipo saltó nuevamente a la división de honor, esta vez en el Racing Club. Finalmente terminó su carrera en el Central Español Fútbol Club, de la segunda división de Uruguay; su último partido fue el mismo día en el que falleció, donde anotó 1 gol contra el Racing de Montevideo
El 27 de diciembre del 2020 a los 27 años, paseaba con su esposa cuando resbaló en una zona rocosa y cayó al lago del Salto del Penitente sin saber nadar. Tras eso, se alertó a personal de emergencia y los bomberos intentaron rescatarlo, sin mayor éxito. El futbolista uruguayo fue encontrado sin vida.

## Clubes
| Club                  | País     | Año       |
| --------------------- | -------- | --------- |
| C. A. Cerro           | Uruguay  | 2012-2014 |
| Miramar Misiones      | Uruguay  | 2015      |
| Racing                | Uruguay  | 2016-2018 |
| Sport Boys Warnes     | Bolivia  | 2018-2019 |
| Deportivo Santaní     | Paraguay | 2019      |
| Liverpool F. C.       | Uruguay  | 2020      |
| Central Español F. C. | Uruguay  | 2020      |

### Estadísticas
| Cerro · Uruguay            |               |               |    |    |    |    |    |    |    |    |  |  |  |  |  |
| 1ª                         | 2011/12       | 6             | 0  | -- | -- | -- | -- | 6  | 0  |    |  |  |  |  |  |
| 1ª                         | 2012/13       | 12            | 0  | -- | -- | -- | -- | 12 | 0  |    |  |  |  |  |  |
| 1ª                         | 2013/14       | 12            | 0  | -- | -- | -- | -- | 12 | 0  |    |  |  |  |  |  |
| 1ª                         | 2014/15       | 1             | 0  | -- | -- | -- | -- | 1  | 0  |    |  |  |  |  |  |
| Total club                 | Total club    | 31            | 0  | -- | -- | -- | -- | -- | -- |    |  |  |  |  |  |
| Miramar Misiones · Uruguay |               |               |    |    |    |    |    |    |    |    |  |  |  |  |  |
| 2ª                         | 2014/15       | 9             | 0  | -- | -- | -- | -- | 9  | 0  |    |  |  |  |  |  |
| 2ª                         | 2015/16       | 3             | 0  | -- | -- | -- | -- | 3  | 0  |    |  |  |  |  |  |
| Total club                 | Total club    | 12            | 0  | -- | -- | -- | -- | -- | -- |    |  |  |  |  |  |
| Racing Club · Uruguay      |               |               |    |    |    |    |    |    |    |    |  |  |  |  |  |
| 1ª                         | 2015/16       | 7             | 0  | -- | -- | -- | -- | 7  | 0  |    |  |  |  |  |  |
| Total club                 | Total club    | 7             | 0  | -- | -- | -- | -- | -- | -- |    |  |  |  |  |  |
| Total carrera              | Total carrera | Total carrera | 50 | 0  | -- | -- | -- | -- | -- | -- |  |  |  |  |  |
|                            |               |               |    |    |    |    |    |    |    |    |  |  |  |  |  |